# Przyrowa (Mazovie)
Pour les articles homonymes, voir Przyrowa.
Przyrowa (prononciation : [pʂɨˈrɔva]) est un village polonais de la gmina d'Ojrzeń dans le powiat de Ciechanów de la voïvodie de Mazovie dans le centre-est de la Pologne.
Il se situe à environ 5 kilomètres au sud-ouest d'Ojrzeń (siège de la gmina), 17 kilomètres au sud-ouest de Ciechanów (siège du powiat) et à 69 kilomètres au nord-ouest de Varsovie (capitale de la Pologne).

## Histoire
De 1975 à 1998, le village appartenait administrativement à la voïvodie de Ciechanów.